# Notomatachia
Genre
Notomatachia est un genre d'araignées aranéomorphes de la famille des Desidae.

## Distribution
Les espèces de ce genre sont endémiques de Nouvelle-Zélande.

## Liste des espèces
Selon World Spider Catalog (version 17.0, 08/06/2016) :
- Notomatachia cantuaria Forster, 1970
- Notomatachia hirsuta (Marples, 1962)
- Notomatachia wiltoni Forster, 1970

## Publication originale
- Forster, 1970 : The spiders of New Zealand. Part III. Otago Museum Bulletin, vol. 3, p. 1-184.